# South Gorley
South Gorley est un hameau situé dans le parc national New Forest, parc national du Hampshire, en Angleterre. Il se trouve dans la paroisse civile d'Ellingham, Harbridge et Ibsley.
La ville la plus proche est Ringwood qui se situe approximativement à 3 milles (4,8 km) au sud-ouest du hameau.
Le hameau se trouve à la limite ouest du parc national New Forest, à environ 0,5 milles (0,8 km) au sud de North Gorley. La rivière Avon passe juste à l’ouest.

## Histoire
Le nom Gorley signifie « bois triangulaire/dégagement ».
En 1086, Osbern le fauconnier tenait le manoir de Gorley du Roi.
La partie qui devint South Gorley fut pour la plus grande partie de son histoire incluse dans Ibsley, en particulier la partie d'Ibsley que Bere avait possédée au XIVe siècle, contrairement à North Gorley (actuellement paroisse de Hyde, auparavant paroisse de Fordingbridge) et fait maintenant partie de la paroisse civile d'Ellingham, Harbridge et Ibsley. 
L'ancienne école du village d'Ibsley, construite en 1874 par le comte de Normanton, se trouvait à South Gorley.

## Personnalités
- Heywood Sumner, l'artiste, a acquis un terrain à Cuckoo Hill, en 1902, près de South Gorley. Il a conçu et construit une maison où il a vécu de 1904 jusqu'à sa mort en 1940, à l'âge de 87 ans. La maison est devenue un lieu de résidence pour malades[4].